# Aloe vanbalenii
Aloe vanbalenii es una especie de plantas del género Aloe cuyo hábitat natural son zonas de  Sudáfrica.

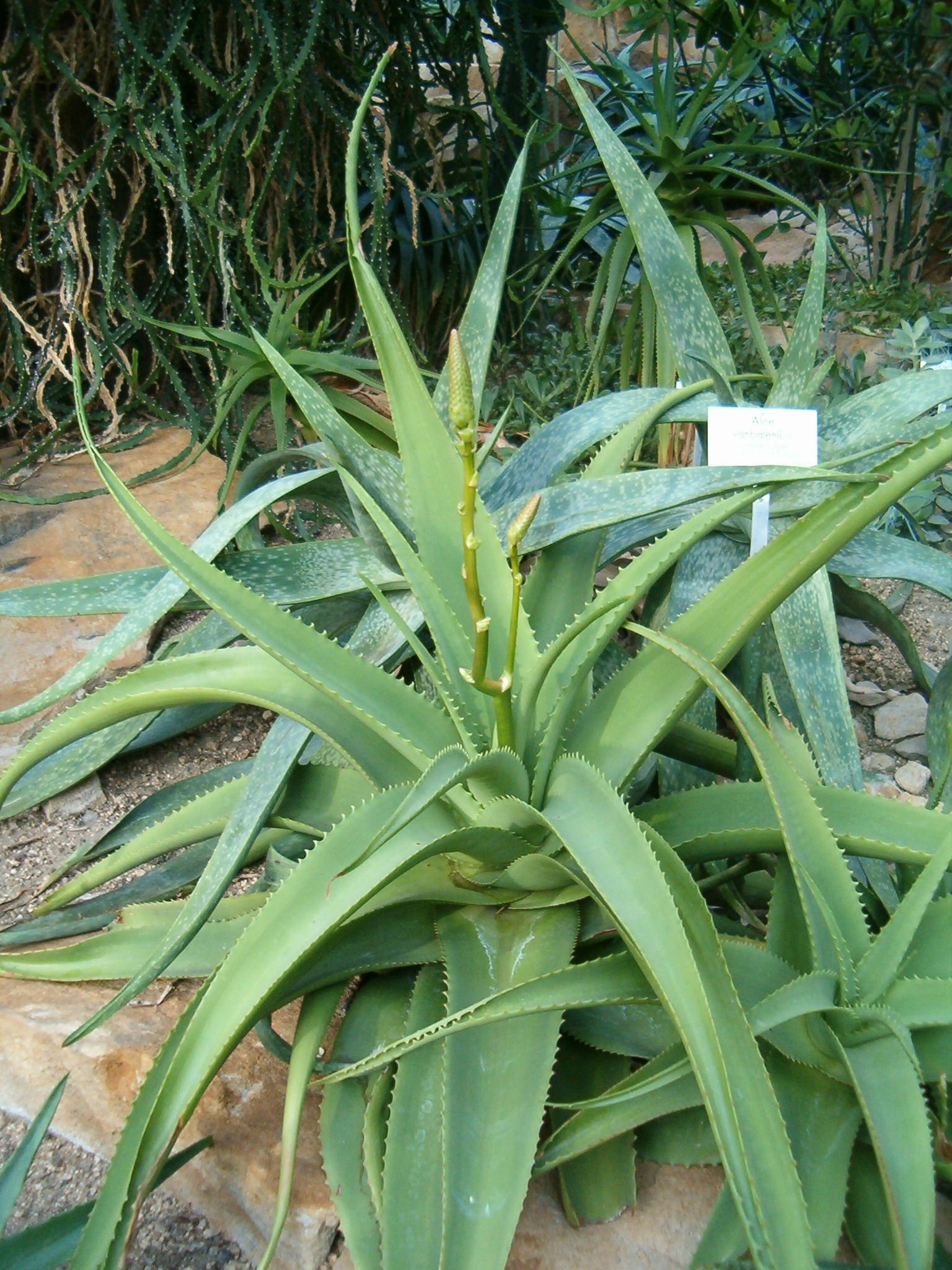
Vista de la planta

## Características
Es una planta herbácea suculenta perenne.  Las hojas como todos los aloes se disponen en rosetas, son de color verde-amarillento, son largas, estrechas, lanceoladas, carnosas y con  los márgenes armados con dientes de color rojizo. La inflorescencia en un tallo erecto con racimos de flores de color rosado.

## Taxonomía
Aloe vanbalenii fue descrita por Neville Stuart Pillans y publicado en S. African Gard. 24: 25, en el año 1934.
Etimología
Ver: Aloe
vanbalenii: epíteto